# ヨハン・マルティン・シュライヤー

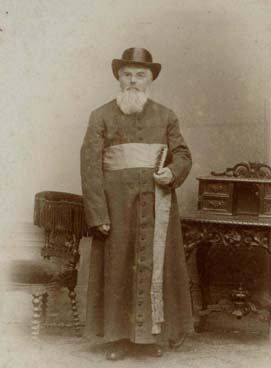
ヨハン・マルティン・シュライヤー

ヨハン・マルティン・シュライヤー（独:Johann Martin Schleyer、1831年7月18日 - 1912年8月16日）は、ドイツのカトリック司祭であり、人工言語ヴォラピュクの発明者。公式的な名前は、マルティン・シュライヤーであるが、名付け親に敬意を表して、非公式に自らヨハン・マルティン・シュライヤーとした。
1856年にカトリックの司祭になり、複数の小教区司祭として働いた。1867年から1875年まで、彼はメスキルヒや、クルムバッハで司祭を務めた。文化闘争（ビスマルクが行ったカトリック教徒抑圧政策）のため、祭司として行った社会主義に関する発言が原因で、シュライヤーは逮捕され４ヶ月間、投獄された。 その後、1875年から1885年までは、コンスタンツ近郊のリッツェルシュテッテン（ボーデン湖の近く）のカトリックの小教区（聖ペテロ・パウロ小教区）で司祭を務めた。彼の懐旧談によると、このリッツェルシュテッテン時代が、彼にとって最も幸せな期間だったという。
この時代には、カトリックの雑誌Sionsharfe（主に宗教詩を扱う）の編集者をしていた。1879年5月に彼は、ヴォラピュクに関する記事を掲載した。翌1880年には書籍として出版。すると、ヴォラピュクは瞬く間に欧州全体にブームを呼び起こした。シュライヤー自身は1885年、病気が原因で司祭職を辞した後、ヴォラピュク運動に関与することとなった。
ローマ教皇のレオ13世は1894年、シュライヤーを高位聖職者にした。シュライヤーは1912年、コンスタンツで死去する。 彼の死後2001年夏から、リッツェルシュテッテンでは、シュライヤーを列福させるためのキャンペーンが始まった。この地域にはシュライヤーを記念した学校や道路などがある。
1977年に、極左テロ組織に誘拐され、殺害されたドイツ経営者連盟会長ハンス＝マルティン・シュライヤーは、ヨハン·マルティン・シュライヤーの兄弟のひ孫である。